# Prijs met Johannes de Heer

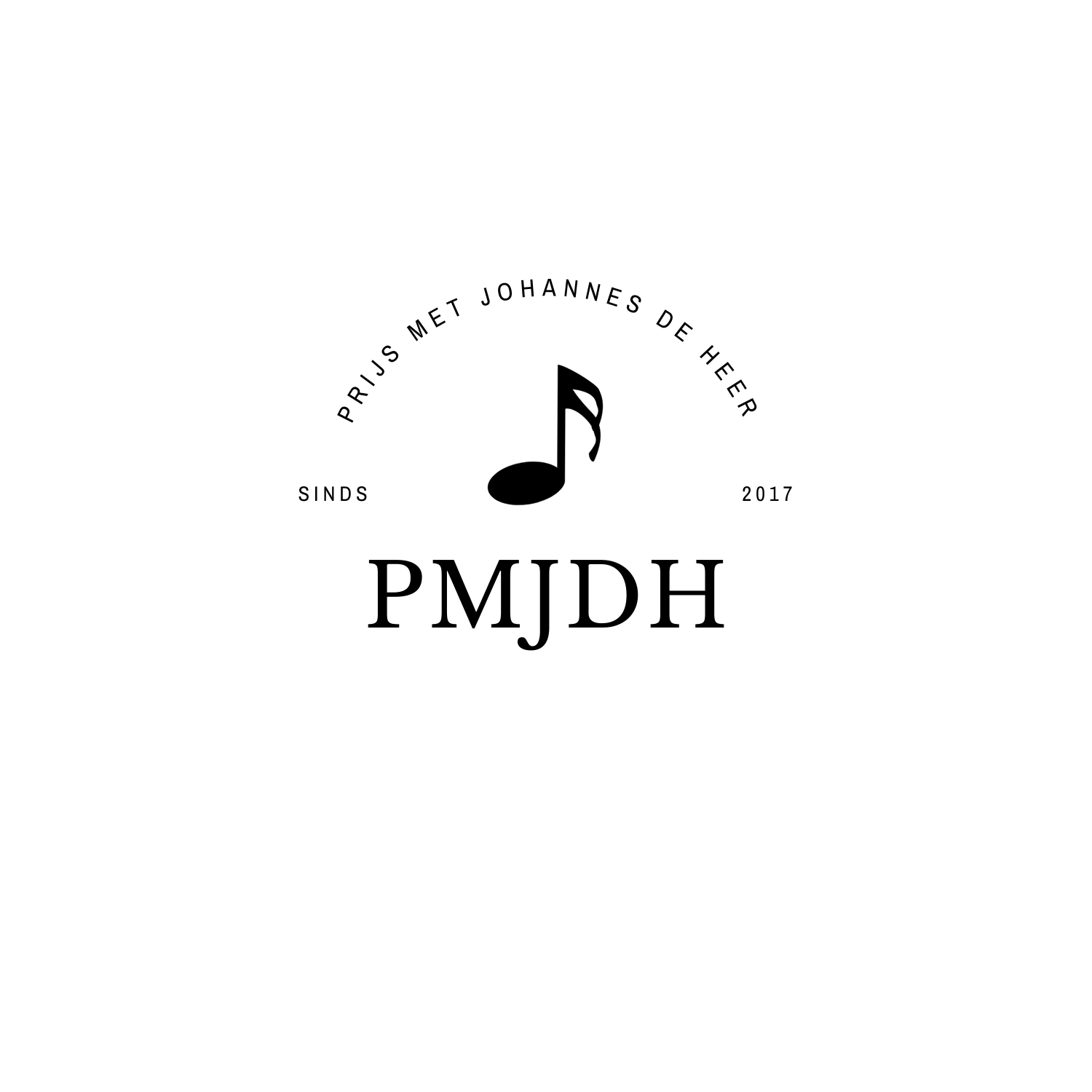
Het logo van 'Prijs met Johannes de Heer'

Prijs met Johannes de Heer (PMJDH) is een particulier initiatief van waaruit de liederen uit de zangbundel van Johannes de Heer opnieuw onder de aandacht van christenen worden gebracht. Het initiatief is interkerkelijk en vooral actief binnen Nederland.

## Ontstaansgeschiedenis van deze liederen
Nadat Johannes de Heer tot geloof was gekomen en de activiteiten van de Rotterdamse stadsevangelisatiekring Jeruël bezocht, ontdekte hij dat er eigenlijk geen geschikte verzamelbundel met liederen beschikbaar was. In 1905 bracht hij de eerste editie van zijn eigen zangbundel uit met daarin 50 bekende psalmen en gezangen, 50 Sankeyliederen, 50 liederen van het Leger des Heils, zondagsschoolliederen en verder eenvoudige oude en nieuwe evangelisatieliederen en kleine koren, in totaal 673 nummers.
In de loop der jaren kwamen er meerdere edities uit en daar waar de eerste editie eindigde bij liednummer 673 eindigt de editie van 2004 met liednummer 1011.
Binnen de kerken in Nederland werd aanvankelijk heel verschillend gereageerd op de zangbundel van Johannes de Heer.
In katholieke kringen werd deze bundel zelden tot nooit gebruikt, binnen de evangelische kringen werd zeer regelmatig uit deze bundel gezongen (vooral binnen de Vrije Evangelische Gemeenten) terwijl binnen de protestantse kringen (Nederlands Hervormden, Gereformeerden, e.a.) tijdens kerkdiensten bijna nooit uit deze bundel werd gezongen maar binnen het verenigingsleven en binnen het huisgezin des te meer. Het harmonium speelde hierin een grote rol, doordat Johannes de Heer zelf op dit instrument speelde en ook handelaar was in harmoniums en orgels.

## Verloop
Vanaf begin 1900, toen er vanuit de opwekking in Wales ook een groeiende opwekkingsbeweging in Nederland ontstond, werd de zangbundel van Johannes de Heer op steeds meer plaatsen gebruikt. Vele herdrukken en nieuwe edities volgden.
Al was er vanaf het begin zeer zeker ook kritiek, onder andere vanuit de richting van theologen; de bundel won steeds meer aan populariteit.
Aan het eind van de 20e eeuw leek het tij te keren. Bij herdrukken of vernieuwde uitgaven van gezangboeken en kerkliedbundels bleken de eerder overgenomen liederen van Johannes de Heer regelmatig geschrapt en zo verdwenen veel van deze liederen naar de achtergrond.
Vanaf het begin van de 21e eeuw ontstond er weer meer aandacht voor de liederen van Johannes de Heer. Steeds meer mensen ontdekten dat sommige woorden in de liedteksten dan wel gedateerd waren, maar dat de inhoud van de liederen niets aan actualiteit hadden verloren. De twee hoofdthema's die centraal staan in de liederen van Johannes de Heer, namelijk de oproep tot geloof in Jezus Christus en de verwachting van Zijn wederkomst, vormen voor christenen nog altijd de basis van hun geloof tot de dag dat Jezus wederkomt.
In 2004 verscheen er een nieuwe editie van de zangbundel van Johannes de Heer, dit ter gelegenheid van het 100-jarig bestaan van deze bundel. Johannes de Heer legde namelijk in december 1904 de laatste hand aan de kopij van de bundel die in mei 1905 verscheen.
Joke Buis bracht met haar band in 2013 een CD met vertolkingen van Johannes de Heer-liederen uit onder de titel: 'Johannes de Heer - Studio Sessies'. In 2016 volgde 'Johannes de Heer - Studio Sessies 2'.
In 2016 werd ook het Groot Nederlands Johannes de Heer Koor als projectkoor opgericht om de 150e geboortedag van Johannes de Heer te gedenken.

## Het initiatief Prijs met Johannes de Heer
In 2017 werd het particuliere initiatief Prijs met Johannes de Heer gestart, van waaruit men zich ten doel stelde dat kerkelijke gemeentes en andere kleine instanties hulp kunnen krijgen bij het organiseren van een Johannes de Heer-zangdienst of een andere zangactiviteit met liederen uit deze bundel.
Op 28 april 2017 organiseerde Prijs met Johannes de Heer voor het eerst een zangdienst in Arnhem waarna het aantal aanvragen en het activiteitenaanbod bleef toenemen.
Inmiddels heeft Prijs met Johannes de Heer tientallen zangdiensten en zangactiviteiten uitgevoerd binnen verschillende kerken, zorgcentra, hospices en op andere locaties. Ook wordt er regelmatig, in kleine samenstelling, gezongen bij zieke of terminale mensen thuis of op een andere locatie waar zij verblijven.
Op 28 april 2022 werd het eerste lustrum gevierd.

## Activiteitenaanbod Prijs met Johannes de Heer
- Zangdiensten / Zangactiviteiten door het gehele land
- Digitale Nieuwsbrief (maandelijks)
- Digitaal Magazine (eenmaal per kwartaal)
- Online aanbod zoals videomontages van uitgevoerde activiteiten, muziekspecials en documentaires.

## Samenwerking
Prijs met Johannes de Heer werkt samen met het Leger des Heils korps Arnhem in de vorm van de Combi Zangroep.
Prijs met Johannes de Heer werkt, en werkte eerder al, samen met:
- dominee Jos de Heer (een achterkleinzoon van Johannes de Heer)
- Peter Kits
- Elly Zuiderveld-Nieman
- Geke van der Sloot en haar koren
- Jaap Kramer (basgitarist)
- e.a.

Ook zijn er samenwerkingsactiviteiten (geweest) met:
- Christenen voor Israël
- Open Doors
- Zending over Grenzen
- e.a.